# Tisserin du Bengale
Ploceus benghalensis
Espèce
Statut de conservation UICN

 LC  : Préoccupation mineure
Le Tisserin du Bengale (Ploceus benghalensis) est une espèce de passereau appartenant à la famille des Ploceidae.

## Répartition
On le trouve au Pakistan, en Inde, au Népal, au Bangladesh, au Bhutan et en Chine